# Spoorbrug Arnemuiden
De Spoorbrug Arnemuiden over het Arnekanaal in Arnemuiden maakt deel uit van de Spoorlijn Roosendaal - Vlissingen. Alhoewel de spoorlijn geëlektrificeerd is, is de spoorbrug dat niet. De draaibrug bestaat uit twee armen met ongelijke lengte, het ene gedeelte is 14,8 meter lang, het andere gedeelte 24,3 meter.
In 1995 wilde de gemeente van Arnemuiden de spoorbrug tot rijksmonument maken, zodat de brug niet vervangen zou worden door een vaste verbinding met een duiker voor het kanaal. De brug werd geen rijksmonument en is vervangen door een nieuwe draaibrug.

## Historie
De eerste brug op deze locatie komt uit 1872. In de loop der jaren hebben er meerdere bruggen gelegen. De huidige brug komt uit 1999.

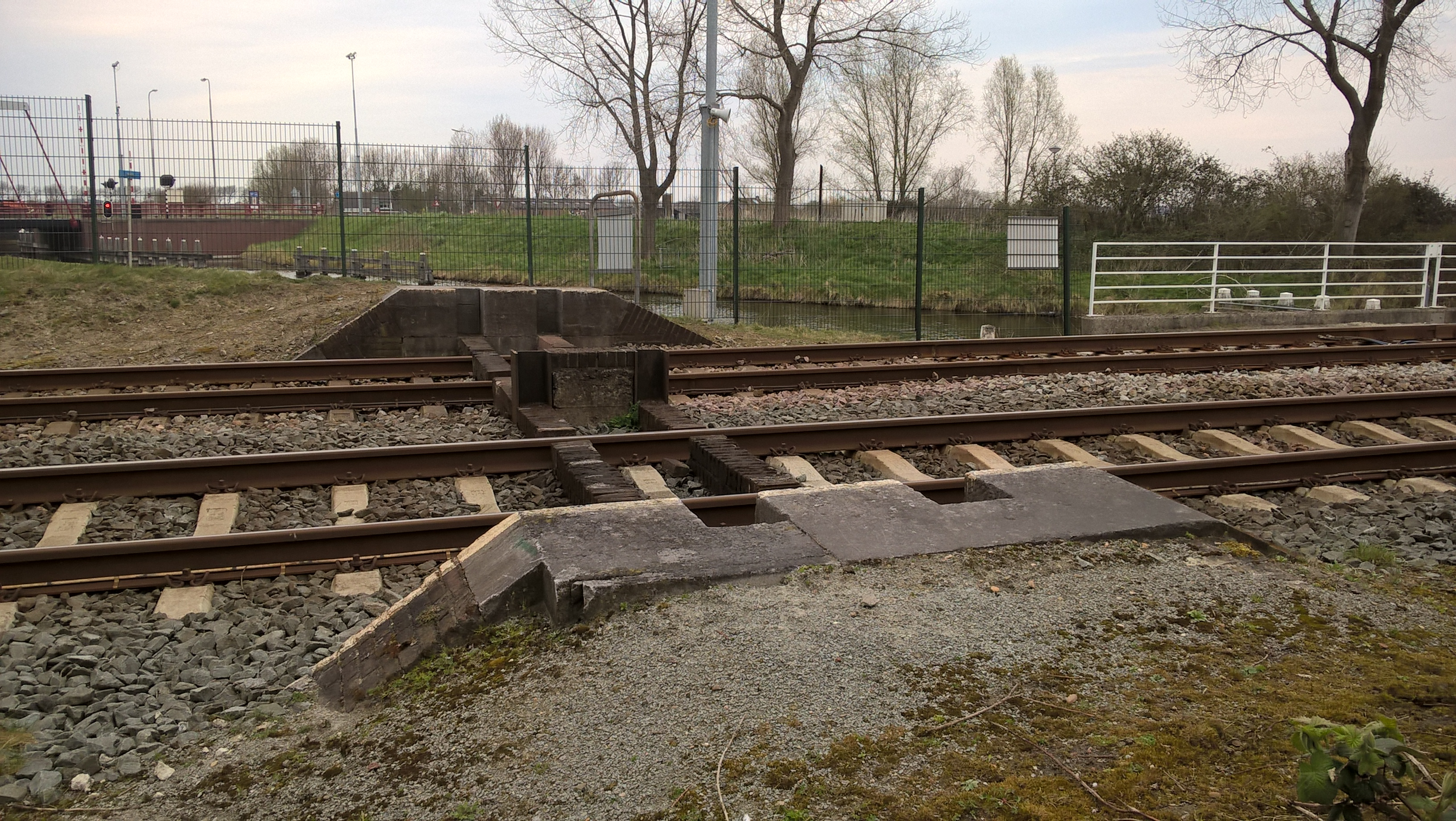
Mogelijke dijkcoupure om balken in te leggen bij hoog water